# Stazione di Nizza Monferrato
La stazione di Nizza Monferrato è una stazione ferroviaria posta all'incrocio delle linee Alessandria-Cavallermaggiore e Asti-Genova, a servizio dell'omonimo comune. È lo scalo principale della provincia di Asti meridionale.

## Storia

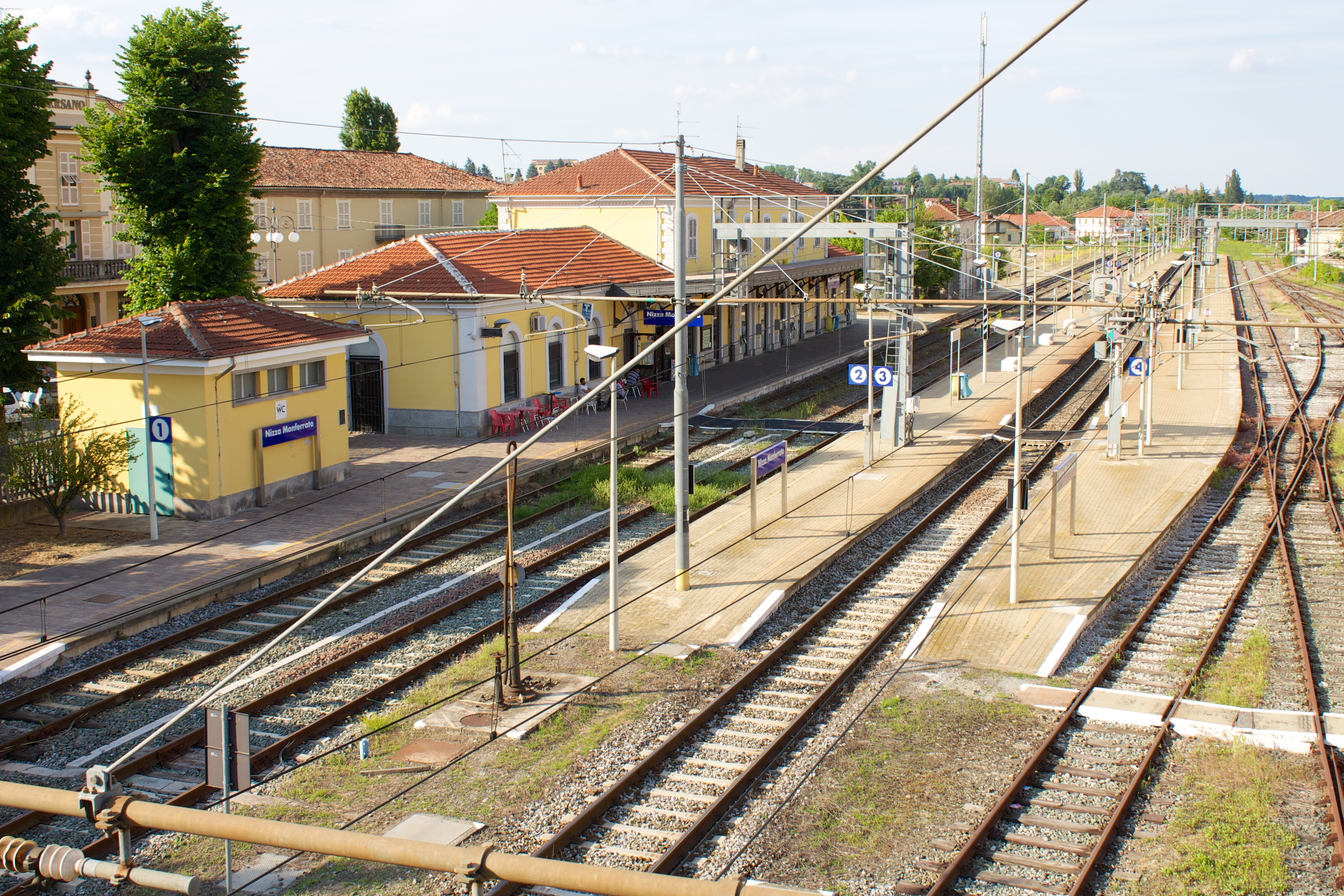
Scorcio dall'alto della stazione

La stazione fu aperta il 13 ottobre 1864 al completamento della linea proveniente da Alessandria, prolungata pochi mesi dopo verso Bra.
Il 18 giugno 1893, con il completamento della tratta Asti-Ovada, divenne stazione di diramazione ed interscambio.
Dal 2012 è in funzione solamente la direttrice Asti-Acqui Terme (tratto settentrionale della Asti-Genova), in seguito alla soppressione del traffico ferroviario sulla linea Alessandria-Cavallermaggiore (sostituita con bus che svolgono la tratta Alessandria-Nizza-Castagnole con un paio di prolungamenti giornalieri da e per Alba).

Fino al 2013 erano inoltre presenti alcuni treni regionali veloci diretti andata e ritorno per Torino, come continuazione della Acqui-Asti.
L'11 novembre 2018 è stata riaperta la tratta Asti-Castagnole-Canelli-Nizza a scopo turistico, con il passaggio di due treni storici di Fondazione FS Italiane (di cui il primo con locomotiva a vapore) diretti a Torino Porta Nuova.

## Strutture e impianti
Dotata di un fabbricato viaggiatori a due piani, la stazione dispone di 4 binari, collegati tra loro da un attraversamento a raso.

## Movimento
La stazione è servita da treni regionali (tratta Asti-Acqui Terme), con servizio svolto da Trenitalia nell'ambito del contratto stipulato con la Regione Piemonte.

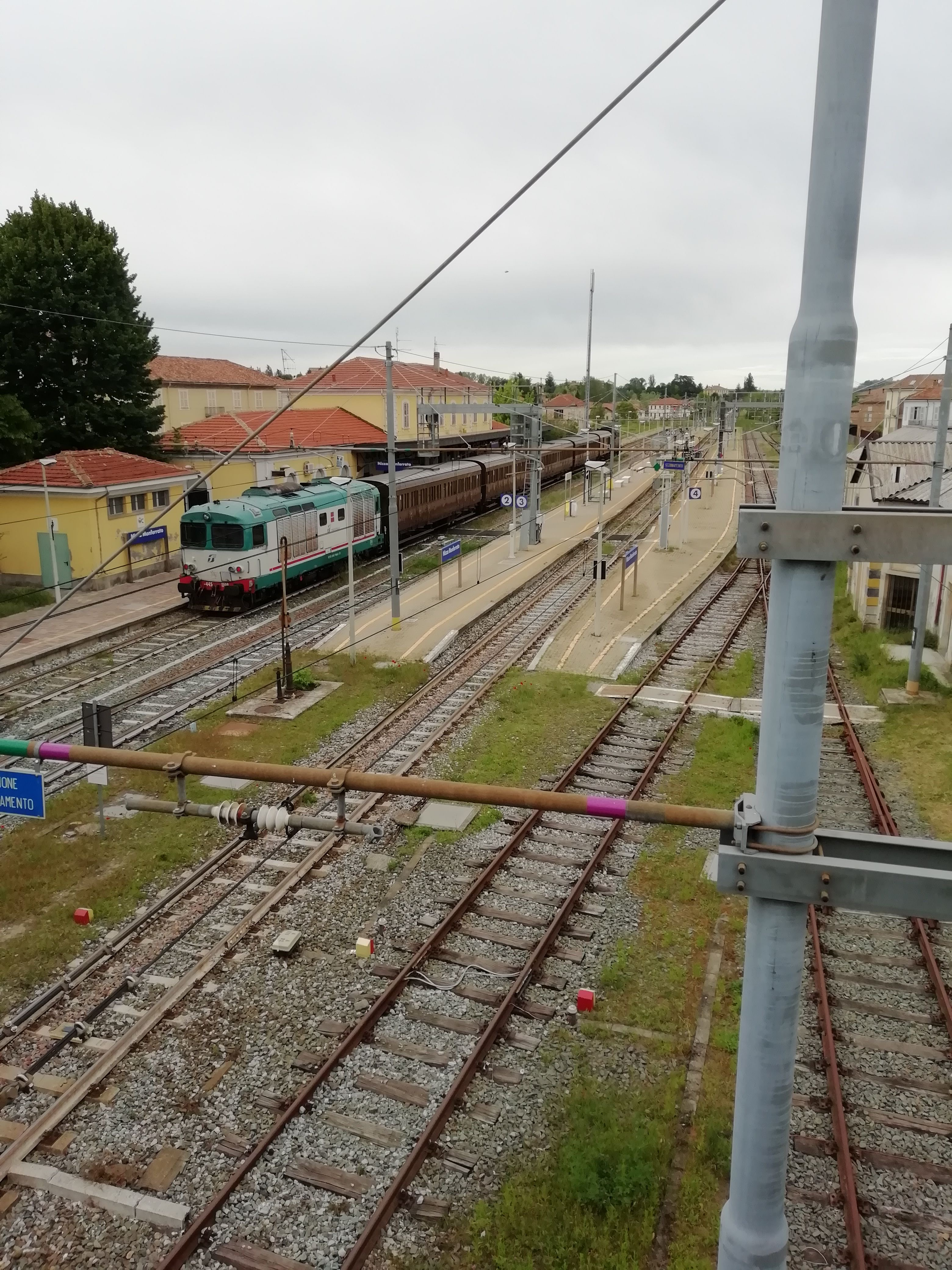
Treno storico straordinario alla stazione di Nizza Monferrato

## Servizi
La stazione, che RFI classifica nella categoria silver, dispone di:
- Bar
- Biglietteria automatica
- Sala d'attesa
- Servizi igienici